# Getting to Know the General: The Story of an Involvement
Getting to Know the General: The Story of an Involvement é o título do livro de não-ficção do escritor inglês Graham Greene, publicado originalmente em 1984. Nele o autor relata sua amizade e admiração pelo líder  panamenho Omar Torrijos (1929 - 1981), que governou seu país desde 1968 até sua morte.
Recomendado por Fidel Castro a Torrijos, Greene foi por este convidado a visitar o Panamá em 1976, a fim de colaborar na campanha  em favor da soberania panamenha sobre a Zona do Canal. O livro narra essa visita do escritor ao país, acompanhado pelo sargento "Chuchu" (José de Jesús Martínez), amigo pessoal de Torrijos. Greene acabaria  por representar o Panamá nas negociações com os EUA sobre a questão e, aparentemente, foi bem sucedido: em 1978, celebrou-se o tratado que, finalmente, passou ao Panamá o controle da Zona do Canal.
Em Getting to Know the General, o escritor traça uma imagem simpática do líder panamenho, ao mesmo tempo em que critica a política dos EUA em relação ao Panamá e a Cuba. A admiração de Greene por Torrijos devia-se à sua luta  pelo  Canal do Panamá, controlado  pelos Estados Unidos  desde 1903, ou seja, desde que o Panamá se tornara independente da Colômbia (com apoio dos EUA). O livro  levanta a hipótese  de que o líder panamenho, morto num desastre aéreo em 1981,  teria sido assassinado. Anos mais tarde,  John Perkins,  em seu livro  "Confissões de um Assassino Econômico",  acusaria os "chacais" da CIA pelos  assassinatos de Omar Torrijos e de Jaime Roldós, presidente do Equador - ambos mortos em 1981.
Greene empreendeu diversas outras viagens à América Latina, que foram tema de  romances, contos e memórias. Em 1938, ele foi ao México; nas décadas de 1950 e 1960, visitou o Haiti, Cuba e Paraguai;  em 1972, esteve no Chile; em 1976 e 1983, no Panamá  e, finalmente, esteve na Nicarágua, em 1980 e 1986. Em suas obras o autor revela um compromisso político com a região, abordando essencialmente quatro temas:  a religião, a política, o sentimento antiamericano e o militarismo.
Segundo seus críticos, os relatos de Greene expressam uma visão muito particular ou mesmo parcial acerca dos povos e países  que visitou, os quais teriam sido tratados como paisagens  mais imaginárias do que factuais -  constituindo a chamada  Greeneland. O escritor, porém, negava que seus relatos fossem puramente ficcionais e insistia que os lugares do  mundo sobre os quais escrevia  eram "cuidadosa e precisamente descritos."